# Монтекориче
Монтекориче (итал. Montecorice) — коммуна в Италии, располагается в регионе Кампания, в провинции Салерно.
Население составляет 2475 человек, плотность населения составляет 118 чел./км². Занимает площадь 22,13 км². Почтовый индекс — 84060. Телефонный код — 0974.
Покровителем коммуны почитается святой Власий Севастийский, празднование 3 февраля.